# Konopki Młode (gromada)
Konopki Młode (do 30 XII 1959 Jemielite-Wypychy) – dawna gromada, czyli najmniejsza jednostka podziału terytorialnego Polskiej Rzeczypospolitej Ludowej w latach 1954–1972.
Gromady, z gromadzkimi radami narodowymi (GRN) jako organami władzy najniższego stopnia na wsi, funkcjonowały od reformy reorganizującej administrację wiejską przeprowadzonej jesienią 1954 do momentu ich zniesienia z dniem 1 stycznia 1973, tym samym wypierając organizację gminną w latach 1954–1972.
Gromadę Konopki Młode z siedzibą GRN w Konopkach Młodych utworzono 31 grudnia 1959 w powiecie łomżyńskim w woj. białostockim w związku z przeniesieniem siedziby GRN gromady Jemielite-Wypychy z Jemielitego-Wypych do Konopek Młodych i przemianowaniem gromady na gromada Konopki Młode; równocześnie do gromady Konopki Młode przyłączono wsie Zagroby, Konopki i Żebry oraz kolonię Żebry-Kolonia ze zniesionej gromady Czaplice.
31 grudnia 1961 gromadę Konopki Młode zniesiono włączając jej obszar do gromad Konarzyce (wsie Kołaczki-Lemiesze, Konopki, Koziki, Sierzputy Zagajne i Zagroby), Śniadowo (wsie Chomentowo, Jemielite-Kolby, Jemielite Stare, Jemielite-Wypychy, Konopki Młode, Ratcwo-Piotrowo i Sierzputy-Marki) i Szczepankowo (wsie Żebry i Żebry-Kolonia).